# أنطونيو هنريكس موراتو
أنطونيو هنريكس موراتو (20 مارس 1937 بالبرتغال - 19 يونيو 2025) هو لاعب كرة قدم برتغالي في مركز الدفاع. شارك مع منتخب البرتغال لكرة القدم. أما مع النوادي، فقد لعب مع سبورتينغ لشبونة.

## وصلات خارجية
- أنطونيو هنريكس موراتو على موقع قاعدة بيانات كرة القدم.إي يو (الإنجليزية)
- أنطونيو هنريكس موراتو على موقع ناشيونال فوتبول تيمز (الإنجليزية)
- أنطونيو هنريكس موراتو على موقع عالم كرة القدم.نت (الإنجليزية)